# Георги Милков
Георги Милков Георгиев, известен като Георги Милков, е български журналист, включително международен репортер, военен кореспондент, телевизионен водещ, главен редактор на списание.

## Биография
Роден е в крайдунавския град Видин на 8 март 1973 г. Завършва основно образование в град Брегово. По-късно колоритно разказва (по повод смъртта му) за родения в Брегово виден български дипломат Борис Джибров – дългогодишен началник на Управление „Държавен протокол“ в МВнР, и за откриването на граничния пункт в града през 1987 г.
Средното си образование получава в Математическата гимназия във Видин, след което завършва Школата за запасни офицери „Христо Ботев“ в Плевен. Владее английски и арабски език.
Завършва „Журналистика“ в Софийския университет „Климент Охридски“ през 1997 г. Още докато е студент, започва (1994) да работи като репортер за вестник „24 часа“ – най-тиражирния тогава ежедневник в страната. След 3 години вестникът вече има международен репортер в лицето на Милков, който в продължение на 15 и повече години пътува по целия свят, като отразява работата на българските външни министри отблизо.
Георги Милков е кореспондент от 2000 г. в Триполи по делото, което е заведено срещу българските медицински сестри. Част от работата му, свързана със СПИН делото, са и неформални разговори, както с високопоставени представители на режима в Либия, така и със семейство Кадафи.
През 2001 и 2003 г. Георги Милков е военен кореспондент в Афганистан и Ирак, а по-късно работата му отново го насочва към разни аспекти от конфликта в Близкия изток. Няколко години по-късно професионалният му път го отвежда към Корейския полуостров и неговите проблеми (2007 – 2008), след което се посвещава на Западна Сахара и конфликта там (2009 – 2010).
Георги Милков и до днес е журналист във в. „24 часа“. Заедно с това е и главен редактор и автор в списание „GEO“. Води също телевизионното предаване „Плюс това“ по БНТ1 (2015 – 2018).
Той е сред най-атрактивните и силни участници в първия сезон на телевизионно риалити шоу „Африка: Звездите сигурно са полудели“ и влиза в историята му като неговия първи победител.
От 2020 г. е водещ в предаването „Религията днес“ по БНТ 1.
2023 г. издава първата си книга "Истории от ръчния багаж".